# Префект міста
Префект міста (лат. Praefectus urbi) — посадова особа у Стародавньому Римі, яка призначалася для управління містом Римом (а пізніше з IV століття і Константинополем) при відсутності у місті консулів, або потім імператора. Посада виникла у царський період Стародавнього Риму та існувала за часів республіки та імперії. 
Префект міста мав велике значення також у часи пізньої античності. Ця служба пережила розпад Західної Римської імперії і проіснувала до XIII століття у Константинополі та до XV століття у більш чи менш формалізованій формі у Римі.

## Царський період
У 753 році до н. е. Ромул заснував місто Рим і монархію. Він також створив службу Custos Urbis (опікун міста) як заступник царя у його відсутність. Як друга за значенням посадова особа в державі, Custos Urbis був особистим представником царя. За відсутності царя Custos Urbis здійснює всі його повноваження, включаючи повноваження скликати сенат, народні збори і застосування сили в разі виникнення надзвичайної ситуації. Тим не менше, абсолютна влада в нього була дійсна тільки в межах стін Риму. Ромул призначив Дентера Ромулія як першого Custos Urbis, третій цар Тулл Гостілій призначив на цю посаду Нуму Марція, а сьомий цар Тарквіній Гордий призначив Спурія Лукреція.

## Республіканський період
Після вигнання Тарквінія Гордого у 510 році до н. е. і утворення Республіки у 509 році до н. е. обов'язки Custos Urbis залишалися незмінними: наявність влади тільки в межах міста Риму і довічне призначення консулами. Custos Urbis міг здійснювати всі повноваження консулів якщо б вони були вигнані з Риму. Ці повноваження включають: скликання сенату і куріатних коміцій, а під час війни верховенство над армією. Перше велике зміна на посаді відбулося в 487 році до н. е., коли служба стала виборною магістратурою. Custos Urbis обирався тепер куріатними коміціями і ним міг стати тільки колишній консул. Близько 450 року до н. е., з приходом до влади  децемвірів, посада Custos Urbis була перейменована в praefectus urbi (префект міста Риму). Префект міста, позбавлений більшої частини своїх повноважень і обов'язків, став грати лише церемоніальну роль. Більшість повноважень і обов'язків префекта були передані претору. Префект міста обирався щороку з дозволу консула, щоб відсвяткувати свято латинів.

## Імператорський період

### Рим
Коли перший римський імператор Октавіан Август перетворив Римську республіку в Римську імперію в 27 році до н. е., він реформував службу префекта за пропозицією свого друга Мецената. Август надав префекту міста всі повноваження, необхідні для підтримки порядку в місті. Влада префекта міста виходить за межі Риму аж до порту Остія, а також простягається в зоні 140 кілометрів навколо Риму. Виступаючи як начальник Риму, префект був начальником усіх цехів та колегій, ніс відповідальність (через praefectus annonae) у забезпеченні міста зерном з-за кордону, контролював посадових осіб, відповідальних за осушення Тибра і підтримку міської каналізації та системи водопостачання, а також пам'ятників. Коли префект не міг забезпечити достатні запаси, часто спалахували бунти. Для придушення їх префекту передали під управління римську поліцію з їх начальником. В обов'язки префекта входило також видання законів, прийнятих імператором. Поступово судові повноваження префекта були розширені, йому були віддані обов'язки, ранніше відібрані. Навіть намісники провінцій піддавалися суду префекта. Префект також володів судовою владою у кримінальних справах. Спочатку ці повноваження здійснюються з квесторами, а у третьому столітті, вони здійснювалися одним префектом. У пізній імперії у префекта було більше влади у зв'язку з перенесенням імператорського двору з Риму. Міська Префектура пережила падіння Західної Римської імперії. Остання згадка про римських міських префектах припадає на 879 рік.

### Константинополь
Коли імператор Костянтин I Великий заснував Константинополь, він зробив начальником міста префекта. Наприкінці 359 року Констанцій II розширив повноваження константинопольського префекта до рівних з римським. Таким чином префект став володіти великим авторитетом і широкими повноваженнями. Префект також був формальним керівником Сенату, він головує на його засіданнях. Префект був затверджений сенатом. Він несе особисту відповідальність за адміністрацію міста Константинополя. Його завдання були різноманітні, починаючи від підтримки порядку в місті до контролю над колегіями та державними установами. Міська поліція потрапила під владу префекта та міська в'язниця була розташована в підвалі преторії, розташованої перед форумом Костянтина. В епоху Візантійської імперії префект вважався верховним суддею в столиці після самого імператора. Його роль в економічному житті міста також має принципове значення. Префект був відповідальним за призначення викладачів в навчальних закладах Константинополя, а також за розподіл зерна в місті. З кінця IX століття у префекта було два помічники. Посади проіснували до початку XIII століття з його функціями і повноваженнями щодо недоторканими, але після Четвертого хрестового походу вони зникли.

## Середні віки
Із VI століття також збереглися відомості про міських префектів. Так папа Григорій Великий перед вибранням на посаду був у 570 році префектом Рима. Також і пізніше зустрічаються імена префектів завданням яких було вирішення кримінальних справ. Однак хто у ті часи призначав префектів та їх контролював, встановити важко. Часом це міг зробити папа римський, а часом і інші володарі міста.
У пізніші часи середньовіччя посада остаточно попадає у залежність від папи та імператора Священної Римської імперії чи його партій.
У 13 столітті посада префекта міста передається у спадок титулом префекта графів Віко, які володіли значною частиною земель навколо Рима однак у ньому не проживали і ним не управляли.
Із кінцем роду Віко у 1435 році зникає ця вже багата на історію посада. Частково як почесний титул надавався пізніше час від часу папами різним достойникам.